# 소대련
소대련(蕭大連, 527년 ~ 551년)은 중국 남북조 시대 양나라의 황족이다. 자는 인정(仁靖)이고 간문제의 넷째 아들이다. 어머니는 황후 왕영빈(王靈賓)이다.

## 생애
소대련은 어려서부터 재주와 슬기가 뛰어나고 명석했다. 작문에 능했으며 행동거지가 풍류스러웠으며 교묘한 구상이 있었다. 또한 음악을 신묘하게 통달했으며 겸선(兼善)하기가 단청(丹靑)과 같았다.
536년에 임성현공(臨城縣公)에 봉해졌고 식읍 1500 호를 받았다.
541년에 형인 소대림과 함께 국학에서 학문을 익혀, 석책(射策)에서 갑과(甲科)에 급제하고 중서시랑(中書侍郞)이 되었다.
544년에 소대림과 함께 할아버지인 무제를 따라 주방(朱方)으로 갔다. 무제가 그들에게 말 타는 법을 학습하라고 영을 내리니, 둘은 안장을 착용하고 갔다가 돌아왔는데 각기 활약한 바가 있어 무제가 기뻐하여 둘에게 탈 말을 새로 내려주었다. 이후에 소대련은 황문시랑(黃門侍郞)이 되었다가 시중(侍中)으로 바뀌었고, 오래지 않아 석두수군사(石頭戍軍事)를 겸했다.
547년에 사지절(使持節), 경거장군(輕車將軍), 동양주자사(東揚州刺史)가 되었다.
548년에 후경의 난이 일어나자 소대련은 무리 4만 명을 이끌고 수도 건강을 구원하러 왔다.
549년에 건강이 함락되고 원군이 흩어지니 소대련은 양주로 되돌아갔다. 회계(會稽) 사람 전령(田領) 등이 무리 수만 명을 모아 공격해오니 소대련이 중병참군(中兵参軍) 장표(張彪)에게 명령하여 그를 공격하여 참하게 했다. 이해 간문제에 의해 7월 18일에 남군왕(南郡王)으로 진봉되었고 식읍 2천 호를 받았다. 후경이 조백초(趙伯超), 유신무(劉神茂)를 파견하여 소대련을 토벌하니 성 안의 첩자가 이에 호응하였다. 소대련은 성을 버리고 달아났지만 신안(信安)에서 사로잡혔다.
550년 6월에 행양주사(行揚州事)가 되었다. 7월에 강주자사(江州刺史)가 되었다.
551년 8월에 후경이 간문제를 폐위한 뒤 사람을 소대련이 있던 고숙(姑孰)으로 보내 그를 죽이니, 향년 25세였다.